# Arteria cerebri posterior

Circulus arteriosus cerebri

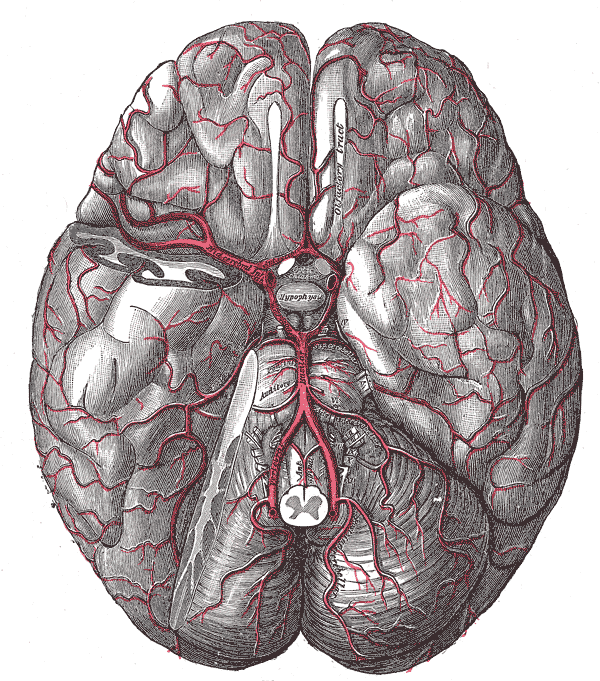
Arterielle Hirngefäße des Menschen

Die Arteria cerebri posterior (lateinisch für ‚hintere Gehirnschlagader‘, abgekürzt auch PCA von englisch posterior cerebral artery), bei Tieren als Arteria cerebri caudalis bezeichnet, ist eines der drei arteriellen Hauptgefäße des Gehirns. Sie entsteht aus der Teilung der unpaaren Arteria basilaris im Circulus arteriosus cerebri und bildet mit der Arteria cerebri media auf beiden Seiten eine Anastomose, die Arteria communicans posterior, aus.
An der A. cerebri posterior werden die Segmente P1 bis P4 unterschieden:
- P1: Das präkommunikale Segment verläuft durch die Cisterna interpeduncularis.
- P2: Das postkommunikale Segment zieht durch die Cisterna ambiens.
- P3: quadrigeminales Segment
- P4: terminales Segment

## Versorgungsgebiet
Die hintere Hirnarterie verläuft hinter dem Zwischenhirn und versorgt den Hinterhauptlappen, die Basalfläche des Schläfenlappens, den Hippocampus, den Thalamus, die hinteren Abschnitte des Hypothalamus und die Adergeflechte der Seitenventrikel.

## Ausfallerscheinungen
Der Verschluss der hinteren Hirnarterie führt typischerweise zum Ausfall des Gesichtsfeldes der Gegenseite (homonyme Hemianopsie). Die beidseitige Obliteration der Arteria cerebri posterior führt zur Rindenblindheit. Ein sehr tiefer, beidseitiger Verschluss (Basilarisspitzensyndrom) hat zusätzlich einen bithalamischen Infarkt mit Bewusstseinsstörung zur Folge.